# ANONYMOUS;CODE
『ANONYMOUS;CODE』（アノニマス・コード、他表記：Anonymous;Code）は、MAGES.より2022年7月28日に発売のゲームソフト。略称は「アノコ」。「科学アドベンチャーシリーズ」の一作。対応プラットフォームはPlayStation 4・Nintendo Switch。発表当初はPlayStation Vita版の発売も予定されていたが、後に発売中止が報じられている。
2015年に開発が発表され2016年冬発売と予告されるも続報が途絶え、未定期間を経て2021年秋期へ変更、その後2022年へ再延期された。
物語の中で主人公のポロンはゲームのように時を記録(“セーブ”)しやり直す(“ロード”)事ができるアプリ、「セーブ&ロード」アプリを手にする。本作ではプレイヤーが“ロード”するタイミングを主人公に提案し、提案が受け入れられればポロンが“セーブ”しておいた地点まで戻る事ができるという、「ハッキングトリガー」システムによって物語が分岐する。

## あらすじ
2036年問題が発生し、主要都市のコンピュータに問題が発生する。全世界の防衛システムが暴走し、『サッド・モーニング』と呼ばれる大規模災害が起きた後の2037年の東京・中野から物語は始まる。

## 登場人物
ポロン / 高岡 歩論
声 - 千葉翔也
本作の主人公。ホワイトハッカー。親友のクロスと共に、2人だけのチーム「中野シンフォニーズ」として活動している。
モモ / 愛咲 もも
声 - 夏川椎菜
本作のヒロイン。何者かに追われている謎の少女。
クロス / 弓川 十字
声 - 杉田智和
ポロンの親友。チーム「中野シンフォニーズ」のメンバー。
ウインド / 牧 風都
声 - 高仲祐之
中野で活動している駆け出しの情報屋。
オズ / 小津谷 天弦
声 - 咲野俊介
中野で探偵事務所を営んでいる男。自称なんでも屋。
ノンノ / 宝生 乃々花
声 - 木野日菜
小津谷天弦探偵事務所に所属しているハッカー兼ガジェット開発者。10歳。
バンビ / 倉科 子鹿
声 - 山本彩乃
警視庁サイバー対策課サイバー対策室の広告塔「サイバーフォースドール」のセンター。
リコ / 澤衣 梨心
声 - 岡木陽夏
「サイバーフォースドール」のメンバー。
イロハ / 京極 彩羽
声 - 本多真梨子
「サイバーフォースドール」のメンバー。
カオル / 鮫洲 馨
声 - 上田燿司
警視庁サイバー対策課サイバー対策室の室長で、「サイバーフォースドール」の上司。